# Régimen abierto (serie de televisión)
Régimen abierto fue una serie española de TV, con guiones y dirección de Pedro Gil Paradela y estrenada por Televisión española en 1986.

## Argumento
Tony es un presidiario que consigue la libertad en régimen abierto tras pasar tres años en la cárcel por estafa. El reencuentro con su mujer Rosa no será sencillo, ya que su antiguo socio Luis ha conseguido seducirla. Por otro lado, una vez en la calle comienza una investigación para demostrar su inocencia, junto a la abogada Natalia.

## Reparto
- Álvaro de Luna...Tony
- Pilar Velázquez ... Rosa
- Ramiro Oliveros ... Luis
- Silvia Tortosa ... Natalia
- Manuel Alexandre
- Héctor Colomé
- Javier Escrivá
- Paco Maldonado
- Fernando Tejada

## Listado de episodios
- La primera salida.
- Tres días de libertad.
- Combate nulo.
- Ajuste de cuentas.
- Último asalto.

## Producción
La serie costó 50 millones de pesetas y se rodó en la cárcel de Logroño y en exteriores de Madrid.